# アリ・ルーン
アリ・ルーン（Ali Loune, 2002年3月17日 - ）は、ドイツ・ヘッセン州ハーナウ出身のプロサッカー選手。3. リーガ・FCエルツゲビルゲ・アウエ所属。ポジションはミッドフィールダー。

## 経歴

### クラブ
2005年、3歳の時にドイツのVfRケッセルシュタットアカデミーを入団。
2014年、FSVフランクフルトジュニアユースを入団。
2016年、アイントラハト・フランクフルトユースを入団。
2021年、レギオナルリーガ・バイエルン・ニュルンベルクIIを移籍し、2021-22シーズンの32試合に出場した。
2023年、2. ブンデスリーガ・1.FCニュルンベルクを昇格し、2023年8月6日にハノーファー96戦でプロデビューを果たし、6試合に出場した。
2024年1月、オーストリア・オーストリア・ブンデスリーガ1部・SKオーストリア・クラーゲンフルトをレンタル移籍だが、出場機会をせず退団。
2024年8月、3. リーガ・FCエルツゲビルゲ・アウエをレンタル移籍。

## 家族
弟のメフディ・ルーン、アダム・ルーンもサッカー選手。